# OMX Copenhagen 20
O OMX Copenhagen 20 (anteriormente denominado KFX) é o principal índice de bolsa da Bolsa de Valores de Copenhaga, que integra o grupo OMX.

## Composição
No quadro seguinte apresenta-se a lista das 20 acções que compunham o índice em Janeiro de 2014.

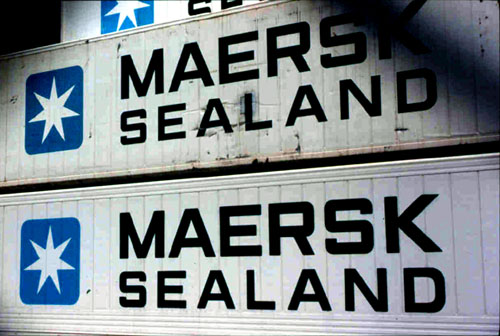
Contentores da A. P. Møller-Mærsk's Sealand 40'.

| Empresa                     | Sector segundo o ICB                         | Peso no índice (%) --> |
| --------------------------- | -------------------------------------------- | ---------------------- |
| A.P. Møller-Mærsk (class A) | Transporte industrial                        | 7.18 -->               |
| A.P. Møller-Mærsk (class B) | Transporte industrial                        | 7.18 -->               |
| Carlsberg Group             | Bebidas                                      | 7.70 -->               |
| Chr. Hansen                 | Produtos químicos                            | 0.89 -->               |
| Coloplast                   | Serviços e equipamentos de cuidados de saúde | 2.20 -->               |
| Danske Bank                 | Bancos                                       | 10.32 -->              |
| DSV                         | Transporte industrial                        | 3.19 -->               |
| FLSmidth & Co.              | Construção e materiais                       | 3.69 -->               |
| Genmab                      | Farmacêuticas e biotecnologia                | 1.28 -->               |
| GN Store Nord               | Serviços e equipamentos de cuidados de saúde | 1.28 -->               |
| ISS                         | Serviços de apoio                            | 1.81 -->               |
| Jyske Bank A/S              | Bancos                                       | 0.85 -->               |
| Nordea AB                   | Bancos                                       | 0.87 -->               |
| Novo Nordisk                | Farmacêuticas e biotecnologia                | 33.27 -->              |
| Novozymes                   | Farmacêuticas e biotecnologia                | 4.51 -->               |
| Pandora A/S                 | Bens de uso pessoal                          | 1.00 -->               |
| TDC                         | Telecommunicações                            | 1.44 -->               |
| Tryg                        | Seguros                                      | 0.84 -->               |
| Vestas Wind Systems         | Equipamento eléctrico                        | 4.76 -->               |
| William Demant              | Serviços e equipamentos de cuidados de saúde | 1.24 -->               |